# 雷諾R40戰車
雷諾R40(法語：'Char léger modèle 1935 R modifié 1939）是一種法國在二戰早期使用的一種輕型步兵支援坦克，是雷諾R35戰車的改進型。

## 研發
在1930年代晚期，曾經有過一些旨在改良雷諾R35坦克的計劃。其中之一就是改良原來的臥式橡膠彈簧懸掛系統。因為它使得戰車的可靠性和舒適性降低，以及較厲害的履帶和傳動輪磨損，同時，還讓重量分佈十分不理想。
洛林公司曾提出了一個改良方案（基於洛林 37L的懸掛設計了一種適合該種戰車的懸掛），但是因為該種懸掛系統太重，太複雜，因而被拒絕。同時，AMX車間從1937年開始也提出了幾種解決方案。而雷諾公司則提出了三種方案：第一種是讓負重輪在原有基礎上翻一倍，第二種是安裝垂直螺旋懸掛，而第三種是加長懸掛，并再安裝一個傳動輪。然而，在1938年5月19日到同年11月26日的測試結束后，一種AMX的設計在1939年2月16日被採用，它使用了6條垂直螺旋彈簧，并覆蓋了8mm的裝甲板，兩邊各有12個傳動輪。這種設計與之前的D1坦克和D2坦克比較相似。之後，這種坦克被命名為“ 1935年輕型坦克，1939年改進型”（法語：'Char léger modèle 1935 R modifié 1939）從字面上理解，它最先只是作為一種改進型。因此，也會對舊的R35坦克進行這樣的改裝。但是，因為1939年11月二戰的爆發，使得計劃改變：這種懸掛僅在新生產的R35坦克上安裝。在1939年晚期，又決定在已有的戰車上改裝雷諾的垂直螺旋彈簧懸掛，因為它是現成的，因此能夠減少法國製造工業的負擔。

## 製造
這種改進最終被推遲，直到1940年5月生產的第1541輛起R35戰車上才執行了這種改進。同時，還有一些其它方面的改裝，比如，安裝了一門加長了的SA38 37mm火炮（安裝在APX-R1炮塔內），使得反坦克能力提高。并在戰車上安裝了防滑釘便於上坡。載彈量從102發减为了90發。但是安裝了無線電臺，這在之前還不是法國輕型坦克所的標準配備。
在5月，大約60輛R40被製造出來，加上R35，該月一共製造了91輛。但是，沒法確定，在1940年6月生產終止前，到底生產了多少。130輛或是145輛底盤被製造出來，但是這些底盤並不一定都安裝了炮塔。在1940年5月，R 35是產量最大的同盟國戰車，但是，法國卻計劃生產更多生產速度更快的哈奇開斯H39坦克。因為，R40的實際性能不如原先所設想的。“新式”的懸掛實際上在當時已經過時，使得坦克速度較低。在之前的D3坦克和雷諾V0坦克上已經證明了這一點。儘管如此，在同盟國的援助下，另外的800輛這種坦克被訂購，用於取代8個營的雷諾FT-17，并組建8個新的營，并最終成立50個輕裝甲營，而這些營的坦克有40%都會是雷諾公司生產的坦克
儘管看上去和雷諾R35有很大不同，但是，他們通常在部隊文件裏被叫做「R 40」。然而，這卻不是它們的官方名稱。官方仍然認為這是雷諾R35坦克，因為它使用的是R35的生產線，甚至編號都延續原來的R35坦克的編號。

## 服役記錄
兩個新組建的裝甲營，原本計劃使用哈奇開斯H系列坦克，在法國戰役中，卻使用了R 40坦克（分別使用了30輛和29輛）。還有一些R 40在原有的裝甲營中取代了舊式坦克。還有在法國逐漸的波蘭第10裝甲騎兵旅團的兩個營中，有一個營最初裝備了24輛R 40坦克，之後5月31日，BCC收到了25輛，再之後，波蘭又收到了28輛，最後的13輛于6月19日交付。
目前，沒有任何已知的現存品。

## 腳註/來源
1. 1 2 3 4 5 6 7  1939 RENAULT R 40 的存檔，存档日期2013-12-20.
2. ↑  François Vauvillier, 2006, "Nos Chars en 1940: Pourquoi, Combien", Histoire de Guerre, Blindés & Matériel N°74, p.48
3. ↑  François Vauvillier, 2006, "Nos Chars en 1940: Pourquoi, Combien", Histoire de Guerre, Blindés & Matériel N°74, p.44